# Meridian (Mississipi)
Meridian és una població dels Estats Units a l'estat de Mississipi. Segons el cens del 2000 tenia 39.968 habitants.

## Demografia
Segons el cens del 2000, Meridian tenia 39.968 habitants, 15.966 habitatges, i 10.026 famílies. La densitat de població era de 342 habitants per km².
Dels 15.966 habitatges en un 31,1% hi vivien nens de menys de 18 anys, en un 36,2% hi vivien parelles casades, en un 23,3% dones solteres, i en un 37,2% no eren unitats familiars. En el 33,2% dels habitatges hi vivien persones soles el 14% de les quals corresponia a persones de 65 anys o més que vivien soles. El nombre mitjà de persones vivint en cada habitatge era de 2,39 i el nombre mitjà de persones que vivien en cada família era de 3,06.
Per edats la població es repartia de la següent manera: un 27,2% tenia menys de 18 anys, un 9,9% entre 18 i 24, un 26,6% entre 25 i 44, un 19,7% de 45 a 60 i un 16,5% 65 anys o més.
L'edat mediana era de 35 anys. Per cada 100 dones de 18 o més anys hi havia 77 homes.
La renda mediana per habitatge era de 25.085 $ i la renda mediana per família de 31.062 $. Els homes tenien una renda mediana de 29.404 $ mentre que les dones 19.702 $. La renda per capita de la població era de 15.255 $. Entorn del 24,6% de les famílies i el 28,6% de la població estaven per davall del llindar de pobresa.

## Poblacions més properes
El següent diagrama mostra les poblacions més properes.

## Personatges il·lustres
- Sela Ward, actriu
- Hayley Williams (1988), cantant